# Isophya schoenemanni
Isophya schoenemanni är en insektsart som beskrevs av Karsch 1889. Isophya schoenemanni ingår i släktet Isophya och familjen vårtbitare. Inga underarter finns listade i Catalogue of Life.